# Saint-Michel-Labadié
Saint-Michel-Labadié – miejscowość i gmina we Francji, w regionie Oksytania, w departamencie Tarn.
Według danych na rok 1990 gminę zamieszkiwały 102 osoby, a gęstość zaludnienia wynosiła 10 osób/km² (wśród 3020 gmin regionu Midi-Pireneje Saint-Michel-Labadié plasuje się na 961. miejscu pod względem liczby ludności, natomiast pod względem powierzchni na miejscu 1071.).